# Abou Tachfin II
Abou Tachfin II (en arabe أبو تاشفين لثاني, Abu Thâshfine āt-thani) Né en 1351 à Nedroma   régna sur le royaume zianide de Tlemcen entre 1389 à 1393.
Il prend le pouvoir au terme d'une guerre l'opposant à son père Abou Hammou Moussa II, qui périt les armes à la main en 1389.